# La tragedia de P (animé)
La Tragedia de P (P no Higeki) es una historia corta creada por Rumiko Takahashi en febrero de 1991, que además es parte de una obra de manga llamada El Mundo de Rumiko/El Teatro de Rumiko. Se ha realizado también una adaptación al anime el 6 de julio de 2003.Tiene una temática cotidiana como casi todas las historias de la mangaka.

## Argumento
Haga Yuko, es una mujer que reside junto a su  familia en un pequeño departamento en un edificio,que tiene como reglamento estricto la prohibición de mascotas en los habitáculos. La señora Haga, debido a una serie de acontecimientos, deberá cuidar de un pingüino llamado Pitt-kun, que es la mascota de un socio de su esposo. Sin embargo, sus planes se verán frustrados por Kakei-san, su vecina cotilla que denunció la mayoría de casos de mascotas dentro del edificio sin dudar.

## Personajes
Yuko Haga.
Señorita Kakei.
Pitt-kun
Kota Haga
Hiroshi Kakei.
Señor Haga.
Mitsue.
- Datos: Q5968281